# Lo-D
Lo-D（ローディ）は、日立製作所が日本国内で展開したオーディオ機器ブランドである。名称の由来はローディストーション（=低歪み）からの造語である。
日立製作所のオーディオ機器事業の体制変更を経つつ、1960年代から2019年まで展開されていた。
2025年現在、Lo-D(ローディー)ブランドはライセンス含め販売休止状態にあるが、商標登録は日立グローバルライフソリューションズ株式会社が保持している。そのためブランド自体は完全に消滅していない。

## 概要
1960年代後半からいわゆる「高級オーディオ/単品オーディオ」ブランドとしてスタートした。
「Lo-D」ブランドは日本国内のみで展開しており、日本国外では事業開始から撤退まで通して「HITACHI」ブランドで展開していた。
1970年代のオーディオブームに乗って東芝（Aurex）や日本電気（NEC）、三菱電機（DIATONE）といった総合電機メーカーが市場に参入する中、日立グループの総合力と技術力を結集し、ギャザードエッジスピーカーをはじめ、パワーMOS FETアンプ、ユニトルクモーター、コンパクトカセットデッキ用3ヘッド（当時世界初）、CDプレーヤー（当時ソニーと同時期に世界初）を開発するなど、総合電機メーカー系では大きく存在感を放つブランドであった。
1980年代半ばに差し掛かると国内における音響製品市場の主体が単品・システムコンポーネントの高級オーディオからラジカセ、ヘッドホンステレオなどのポータブル系へと移行し、家電系電機メーカーが台頭した。いわゆるオーディオ不況となり、先述の総合電機メーカーが次々と撤退。日立も既存製品のマイナーチェンジや廃番が目立つようになり、純粋な新製品の自社開発は1990年発売のDATキャリングレコーダーDAT-88を最後に中止された。その後、当時日立グループであった旧日本コロムビア（旧DENON）からのOEM供給へ移行後、1990年代半ばまでに完全撤退した。撤退後しばらくは日立のオーディオ総合カタログには旧DENON製品が掲載され、日立チェーンストールに斡旋卸されていた。
ちなみに、Lo-Dの冠をつけた若者向けのショールーム兼ライブホールの「日立ローディープラザ」を東京銀座の銀座インズ内（現在はHMV銀座店の一部になっている）にも設けたこともあった（その後ショールームは単品オーディオの自社開発撤退後「日立ヤングプラザ」という名称に変更され、その後閉鎖された）。
単品オーディオから撤退した1980年半ば以後、日立は国内のHITACHIブランドのオーディオ機器（ラジカセ、ヘッドホンステレオ、ラジオなどのいわゆるゼネラルオーディオと呼ばれるもの）についても大幅に事業を縮小。それまでほぼ全ジャンルで行ってきた自社開発および生産体制を再編した。これ以降、中位機種を台湾のODM（自社開発）、下位機種を当時の韓国金星社（現在のLG）への生産委託（共同開発）に移行し、日本国内の製造からも撤退した（自社工場およびODM含む）。しかし、当時日立の家電販売の主流であったチェーンストールの品揃えを維持するため、上位機種においては複数の競合他社からのOEM調達に踏み切り、特にCDラジカセは一時期パナソニック、シャープ、サンヨーの競合機種が同時にLo-Dブランドでラインナップされていた（1991年までに韓国金星社と上位機種を共同開発しOEM調達を解消）。この頃からラジカセ、ラジオ、カラオケセットを除きLo-Dブランドが冠されるようになったが、OEM元の商品が並ぶ大型家電量販店からは日立のオーディオ製品がほぼ姿を消し、事実上日立チェーンストール専売品となっていた（例外的にかつて存在したスーパーであるマイカルグループのサティ内電気製品コーナーでは最後まで販売されていた）。
なお、いわゆるミニコンポのジャンルに限っては一定の人気があったため、しばらく自社開発機能を残し、日本国内（ODM含む）での製造を継続していた。
1988年、CDからカセットテープへの録音編集機能を充実させた、通称「ツインエディットコンポ」を発売。完全独立型トレイのツインCDプレーヤーを搭載し、2枚別々のCDから1個のカセットテープに録音できたり、クロスフェードREC（前曲の終わりと次曲の始まりをフェードアウト・フェードインでノンストップに繋げる機能）で簡易的ながらノンストップリミックスができるなど、当時の競合他社を凌駕する編集機能と、中山美穂が双子のように演技するCMで一躍ヒット商品となり、結果的に4代目まで続いた。
しかし、1990年代初頭以降、ソニーのピクシーやケンウッドのアローラといった、ミニコンポの性能をそのままにダウンサイジング化した「ミニミニコンポ」にトレンドがシフト。日立も、競合他社から遅れてFMトランスミッター内蔵ワイヤレスリモコンにヘッドホン端子を持つ「サウンドリモコン」付の初代「PeeWee（ピーウィー）」を自社開発し参入したが、当時は既にDSP（デジタルシグナルプロセッサー）サラウンド回路やドルビーHX-PRO搭載といった高機能志向か、単品・システムコンポの設計思想を凝縮した高級志向の2つの路線に集約されてきており、市場での評判が芳しく無く1年余りで終了した。
その後、一旦終了していた「ギャザードエッジスピーカー」を復活させた高級路線のミニミニコンポ「ギャザードPeeWee（ピーウィー）」シリーズを発売し、高級志向へ路線変更。しかし、新たに自社開発したのはスピーカー部のみで、本体部はシャープ、日本コロムビアからOEM供給を受けるという当時では異例の販売方式をとった。
1990年代半ば、いわゆるバブル崩壊でアイワに代表されるオーディオの低価格化志向が鮮明になると、先述の高級志向モデルの販売を順次在庫品限りで終了させ、代わりに継続して海外のみ展開していた日立シンガポール工場製の自社開発モデルを国内向けにも展開し、普及路線に回帰。結果的に初代「PeeWee（ピーウィー）」以来、約3年ぶりに本体部含めたセットの自社開発品が復活していたが、程なくしてシンガポール工場自体がオーディオ生産から撤退することとなり、このタイミングで日立は自社開発から完全撤退となった。
完全撤退後しばらくは、LG社が韓国内で製造発売していたオーディオ製品(LGの自社開発品で日立は開発に関わっていない)を、日本の電気規格/ラジオ周波数/日本語表記に対応したものが「HITACHI」ブランドとしてOEM供給され、日立チェーンストールにて販売されていた（この頃「Lo-D」の表記はカタログのみとなっていた）。
1990年代終盤ごろ、国内では高級志向路線が「ハイコンポ」として市場形成され、日立も一旦休止していたLo-Dブランドを復活。海外地域に投入されていたカセットCDのハイコンポをMDに換装し国内市場に投入した。ただし、実態は旧DENONからデザイン違いがOEM供給されたものであったため、既存製品との差別化に乏しく、専ら日立チェーンストールの品揃えの為のラインナップという位置付けであった。
2002年、日立製作所が日本国内におけるオーディオ事業を終了し、当時子会社であった日立リビングサプライにオーディオ事業を譲渡した（EU圏のみ日立ヨーロッパがOEM商品の販売を続行したが、2006年末で完全撤退）。
この頃からLo-Dブランドは、Hitachi Living Systemsとのダブルネームで、同社が企画したCDラジカセ、ミニコンポ、ポータブルCDプレーヤー（サンヨーまたは中国メーカーからのOEM供給品）に付与されていたが、2008年4月には唯一残っていたLo-DブランドであるUSB対応CDラジカセの販売が終了。この商品を最後に、40年余り続いたLo-Dブランドの歴史に一旦幕が下ろされた。
2012年10月、CDラジカセ「CK-55」を発売。Lo-Dのブランド名が4年半ぶりに復活するとともに、しばらく途絶えていた日立のCDラジカセラインナップが復活していた。
2014年10月日立リビングサプライは日立コンシューマ・マーケティングに経営統合（吸収合併）され、同社の社内分社会社（社内カンパニー）となる。
2019年4月1日、日立コンシューマ・マーケティング株式会社と日立アプライアンス株式会社が合併し日立グローバルライフソリューションズ株式会社が発足。日立チェーンストール向け総合カタログ「フラメール」2019年春夏号より、あっせん品を含めたオーディオ製品全般のページが消滅し、結果的に公式アナウンスが無いままLo-Dブランドも終了した。
Lo-Dブランド終了後の日立チェーンストールでの音響製品は、基本的には先に終了した映像機器（Wooo）と同じくソニー製品を主軸に置いている（主にテレビのブラビアと同様、ホームページにおいて日立からソニーの製品ページに誘導するなどのあっせんは行っていない）が、店舗独自に日立とは別の卸ルートからパナソニック、東芝エルイートレーディング、小泉成器といった日立系列外のメーカーから調達・販売してきており、日立系列店でありながら一般の家電量販店と変わらない品揃えとなっている。
日立製作所時代のこぼれ話として、家庭用オーディオ機器以外でも1970年代後半に「HMS-30」というアナログシンセサイザー楽器を、また1970年代後半から1980年代後半までカーオーディオシステム「LAGOON（ラグーン）」をLo-Dブランドにて販売していたことがある（販売は日立自動車部品販売）。また、当時日立の子会社だった日立マクセルの製造により、音楽用に特化したコンパクトカセットテープがLo-DブランドまたはHITACHIブランドにて供給されていた（稽古用など廉価版テープは一貫してHITACHIブランド）。

## 代表的な技術（日立製作所時代）
これらは、日立が開発したオーディオ機器関連技術の一例である。
- ギャザードエッジスピーカー - 「ギャザードエッジ」とは標準的なコーン型スピーカーのロールエッジを改良し、独自のヒダ（ギャザー）を加えたV型のエッジのことである。このヒダがあることによって構造的に伸びと縮みの応力が一定になり、かつ円周方向にも伸び縮みが一定であるために振動板の直線性が改善し、大振幅時およびエッジの共振によるひずみが低減され、fo（最低共振周波数）を低くとることが可能である。なお、現在ではアルパインが車載用スピーカーに本技術を採用している。
- ユニトルクモーター - DCモーターの弱点コッキングを解消するため、固定子のスロット数を増加させるのではなくモーターの回転原理から完全な円運動を求めたモーターである。8極に着磁されたドーナツ型のロータリーマグネットと22.5°ずらされた2組の星型扁平コイルで構成され、この2つのコイルとマグネットから発生するトルク量がどの瞬間をとっても一定となる事で安定した回転を実現する。
- パワーMOS FETアンプ-  それまで構造上小電力スイッチング用途しか存在しなかったMOS FET（MOS型電界効果トランジスター）を、大電力のスイッチング用途に使えるようにしたのが「パワーMOS FET」である。日立は世界で初めて「パワーMOS FET」をオーディオパワーアンプの出力段に搭載した製品を発売した。
- ATRS-「Automatic Tape Response Search」の略称。コンピューターがテープ特性を自動調整するシステムで、使用するテープの1巻ごとに、最適バイアス・最適録音感度・最適補償量をマイクロコンピューターが自動的に検出し、テープのポテンシャルを最大限に引き出す技術。日立は世界で初めてこの技術を搭載した製品を発売した。

## 代表的な製品（日立製作所時代）

### パワーアンプ
- HMA-9500 - パワーMOS FET搭載の完全セパレート設計2チャンネルパワーアンプ。
- HMA-9500MK II（HMA-9500のマイナーチェンジ版） - オーディオ評論家の長岡鉄男が、リファレンスアンプとして愛用。現在でも中古商品がネットオークションなどで高値取引されている。

### プリアンプ
- HCA-9000 - 上記HMA-9500とペアにするべく開発されたプリアンプ。本機のために新開発された日立製高級コンデンサを大量搭載する“物量の日立”の面目躍如のプリアンプ。

### コンパクトカセットデッキ
- D-4500 - 1973年発売。当時世界で初めて3ヘッドを搭載したコンパクトカセットデッキ。
- D-5500M - 1979年発売。コンピューターがテープ特性を自動調整するATRS(Automatic Tape Response Search)システムを当時世界で初めて搭載したコンパクトカセットデッキ。
- D-707HX - 日立初のドルビーHX PRO搭載モデルでありながら、日立最後のモデルとなったコンパクトカセットデッキ。

### CDプレーヤー
- DAD-1000 - 1982年10月1日発売。ソニーCDP-101と同時発売された世界初のCDプレーヤー。当時子会社の旧日本コロムビアと共同開発（主体は日立）しており、DENONブランドではDCD-2000として発売された。デザインは両製品とも同一で、違いはシルク印刷のフォントとカラーのみ（Lo-Dはシルバー、DENONはブラック）であった。
- DAD-001 - 1984年発売。日本初のセパレート型CDプレーヤー。プレーヤー部DAP-001とプロセッサ部HDA-001のセットモデル。

### レコードプレーヤー
- TU-1000 - 高トルクコギングレスDDモーター、重量級ターンテーブル、高剛性重量級キャビネットを備えた超弩級アームレスプレーヤー。

### スピーカー
- HS-10000 - 受注生産で販売された超大型5ウェイ平面スピーカーシステム。
- HS-500 - 1968年発売。ギャザードエッジ技術を初めて搭載したスピーカー。

### ミニコンポ
- ツインエディットコンポ（Wing / DIGITAL f5） - 1988年発売。CDプレーヤーを2つ搭載し、クロスフェードダビングなど多彩なテープ編集機能を備えたミニコンポ。イメージキャラクターの中山美穂を双子のように見せる演出のCM・広告が話題となった。

### コンパクトカセットテープ(開発・製造は旧日立マクセル)
- UD、SR、DL、ER - ノーマル
- SX - クローム(後のハイポジション)
- ME - メタル

## イメージ・キャラクター
- 渡辺香津美：本人が登場するCMに限り、Lo-Dの下に「上手に使って 上手に節電」表記がされた。（1979年 - 1980年）
- 杉田かおる（1981年 - 1982年）
- SHI-SHONEN
- 中山美穂：（1985年 - 1991年）
- 中村あゆみ：カーオーディオ「ラグーン」（1986年 - 1987年）
- 松雪泰子：カタログのみ登場（1992年）
- 奥菜恵：カタログのみ登場（1995年 - 1996年）